# Auzebosc
Auzebosc är en kommun i departementet Seine-Maritime i regionen Normandie i norra Frankrike. Kommunen ligger i kantonen Yvetot som tillhör arrondissementet Rouen. År 2022 hade Auzebosc 1 120 invånare.

## Befolkningsutveckling
Antalet invånare i kommunen Auzebosc
| Referens: INSEE |